# Um er-Rasas
Umm ar-Rasas (tiếng Ả Rập: أم الرّصاص) (Kastrom Mefa'a, Kastron Mefa'a) là một khu vực nằm cách 30 km về phía đông nam của Madaba, miền trung Jordan. Đây là khu vực thảo nguyên bán khô cằn của sa mạc Jordan và có thể đến được thông qua nhánh của Con đường Nhà Vua. Quân đội La Mã đã sử dụng địa điểm này làm đồn trú chiến lược, nhưng sau đó nó đã được chuyển đổi thành khu định cư của cộng đồng Kitô giáo và Hồi giáo. Năm 2004, khu vực này được UNESCO công nhận là Di sản thế giới, và được các nhà khảo cổ đánh giá cao về những tàn tích rộng lớn có niên đại từ thời La Mã, Byzantine và thời kỳ Hồi giáo sớm. Studium Biblicum Franciscanum đã tiến hành khai quật ở đầu phía bắc của địa điểm vào năm 1986, nhưng phần lớn diện tích nằm dưới đống đổ nát.